# كريستوف اوت
كريستوف اوت (بالفرنسية: Christophe Ott)‏ (7 أبريل 1983 في فرنسا - ) هو لاعب كرة قدم فرنسي في مركز حراسة المرمى. لعب مع نادي باو ونادي بويسي ونادي مارتيغ ونادي نيور ويونيكوس وFC Versailles 78 ‏ وAPEP FC ‏.

## روابط خارجية
- كريستوف اوت على موقع رابطة كرة القدم الفرنسية للمحترفين (الإنجليزية)
- كريستوف اوت على موقع قاعدة بيانات كرة القدم.إي يو (الإنجليزية)